# 几内亚和佛得角非洲独立党
几内亚和佛得角非洲独立党（葡萄牙語：Partido Africano para a Independência da Guiné e Cabo Verde），简称几佛独立党（PAIGC），是几内亚比绍的一个左翼社會民主主義政党。

## 歷史
该党成立于1956年9月19日，当时取名为非洲独立党，后改现名。该党的创始人是亨利·拉贝里和阿米尔卡·卡布拉尔。该党成立后，领导了武装反抗葡萄牙殖民统治的斗争。1973年几内亚比绍独立后，该党长期执政（1975年－1981年，该党还是佛得角的执政党）。1981年1月，该党分裂出佛得角非洲独立党，结束几内亚比绍和佛得角“两国一党”的局面。1999年，沦为在野党。2008年，重新执政。2012年4月军事政变后，该党一度被排除在过渡政权之外。2014年2月，该党召开第八次全国代表大会，多明戈斯·西蒙斯·佩雷拉接替卡洛斯·戈梅斯当选新一届主席，阿贝尔·达席尔瓦出任全国总书记。2014年4月该党赢得立法选举，再度执政，党主席佩雷拉出任总理，后于2015年8月被若泽·马里奥·瓦斯总统解职。2015年6月，该党中央委员会任命阿里·伊雅齐为新任全国总书记。2018年2月，该党召开第九次全国代表大会，佩雷拉、伊雅齐分别连任主席、全国总书记。2020年2月，该党再次成为在野党。
2019年5月，该党278名党员致信党中央，要求将党名更改为“几内亚比绍非洲独立党”，因为自1982年12月起，该党已无任何一名来自佛得角的党员。但目前这一提议尚在讨论中。
该党的宗旨是实现民族团结，捍卫和巩固独立，为创建在人民团结一致、社会公正和法治国家基础上的民主社会而战斗。